# Sur les traces du passé
Pour plus de détails, voir Fiche technique et Distribution.
Sur les traces du passé (Leanders letzte Reise ; litt. « Le dernier voyage de Leander ») est un film allemand co-écrit et réalisé par Nick Baker-Monteys, sorti en 2017.

## Synopsis
Après la mort de sa femme, Eduard Leander, 92 ans, décide de retourner en Ukraine où il a jadis servi pendant la guerre. Refusant de le laisser seul, sa fille Uli supplie sa petite-fille Adele de l'accompagner dans son odyssée. En chemin, Eduard et Adele rencontrent Lew, un russo-ukrainien, qui accepte d'aider le vieil homme à marcher sur les traces de son passé...

## Fiche technique
Sauf indication contraire, les informations mentionnées dans cette section peuvent être confirmées par la base de données cinématographiques IMDb,  présente dans la section « Liens externes ».
- Titre original : 'Leanders letzte Reise
- Titre international : The Final Journey
- Titre français : Sur les traces du passé
- Réalisation : Nick Baker-Monteys
- Scénario : Nick Baker-Monteys et Alexandra Umminger
- Musique : Christoph Berg
- Décors : Klaus-Dieter Gruber (sous le nom de Kade Gruber)
- Costumes : Heike Fademrecht
- Photographie : Eeva Fleig
- Montage : Dagmar Lichius
- Production : Christian Alvart, Siegfried Kamml et Timm Oberwelland
- Coproduction : Peter Eiff et Theodor Gringel
- Sociétés de production : Syrreal Entertainment ; Rundfunk Berlin-Brandenburg (RBB et Arte (coproductions)
- Société de distribution : Tobis Film
- Pays de production :  Allemagne
- Langues originales : allemand, russe, anglais, polonais
- Genre : drame, guerre, romantique
- Durée : 107 minutes
- Dates de sortie :
  - Allemagne : 21 septembre 2017
  - France : 18 décembre 2019 (Arte)

## Distribution
- Jürgen Prochnow (VF : Igor de Savitch) : Eduard Leander
- Petra Schmidt-Schaller (VF : Camille Donda) : Adele
- Tambet Tuisk (VF : Guillaume Lebon) : Lew
- Suzanne von Borsody (VF : Gaëlle Savary) : Uli
- Artjom Gilz : Boris
- Kathrin Angerer : Eva Bergmann
- Kai Ivo Baulitz : Hermann Bergmann
- Andreas Patton : Marcus
- Yevgeni Sitokhin (VF : Marc Perez) : Nikolaï
- Natalia Bobyleva : Masha
- Robert Mika : Michael

## Production
Le tournage a lieu en Ukraine et à Berlin, en Allemagne.